# Steggoa californiensis
Steggoa californiensis är en ringmaskart som beskrevs av Hartman 1936. Steggoa californiensis ingår i släktet Steggoa och familjen Phyllodocidae. Inga underarter finns listade i Catalogue of Life.